# 平木駅

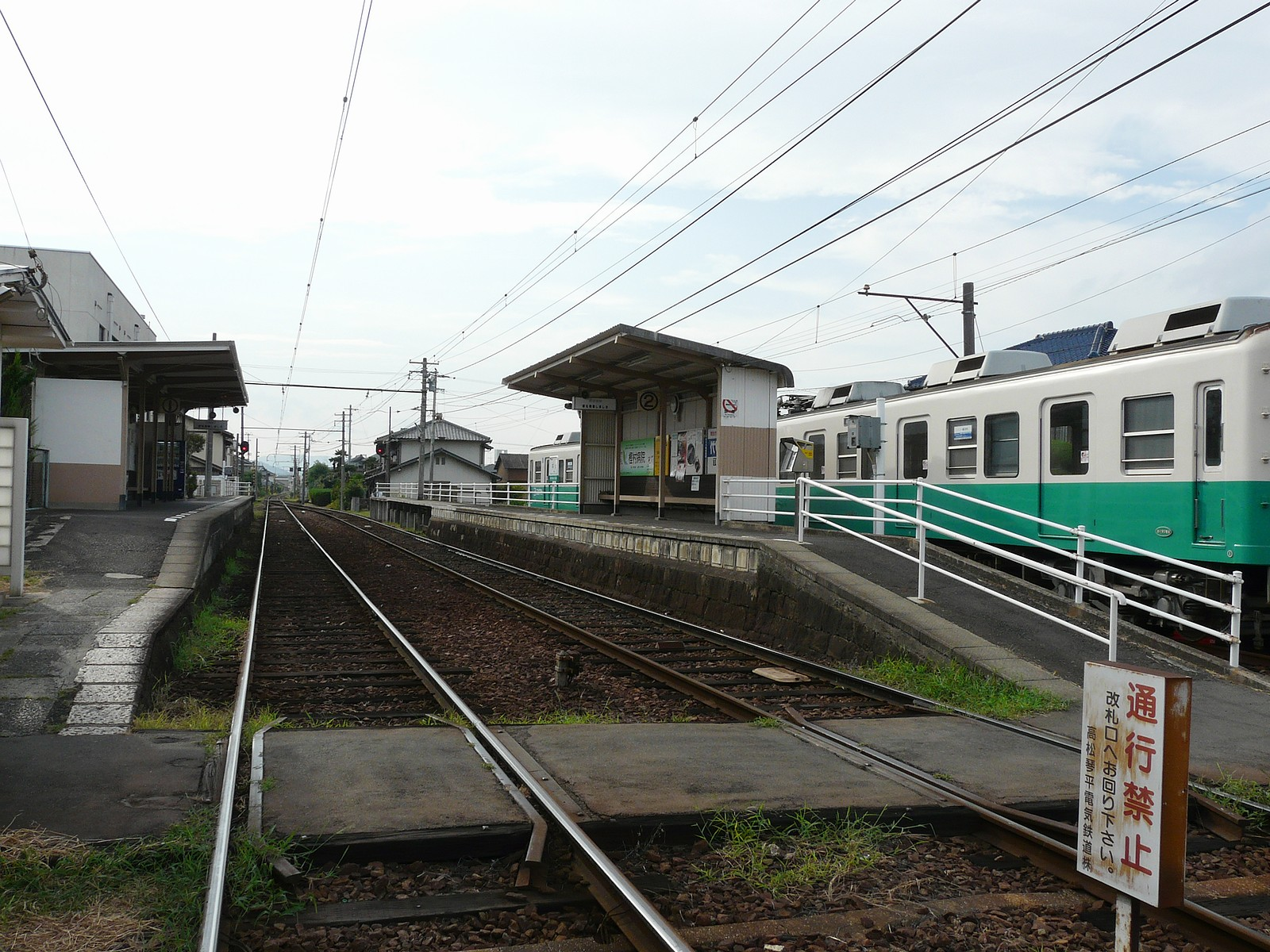
構内　学園通り方踏切より　踏切が構内踏切と近いため通行禁止標識がある

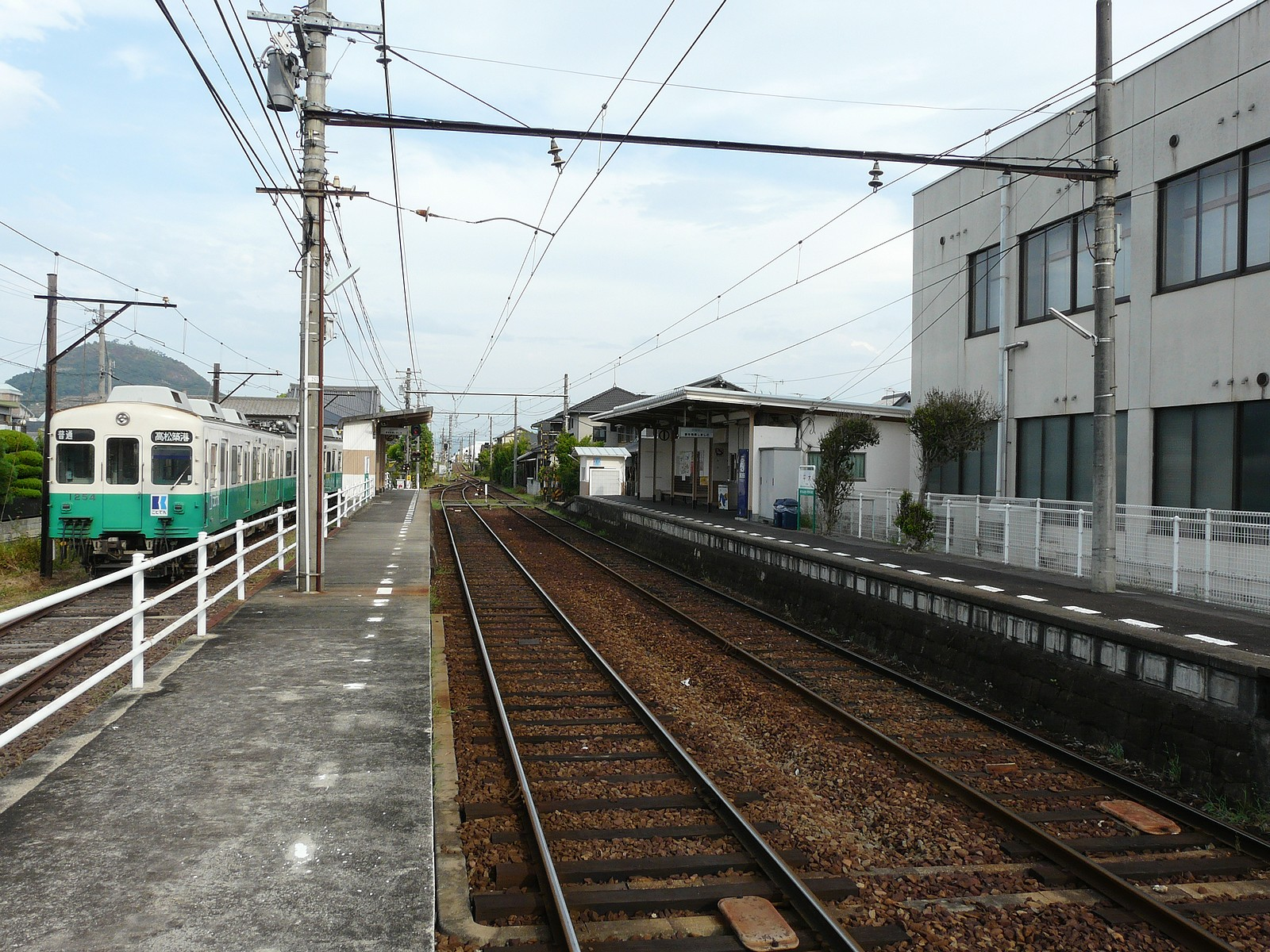
構内　農学部前方より

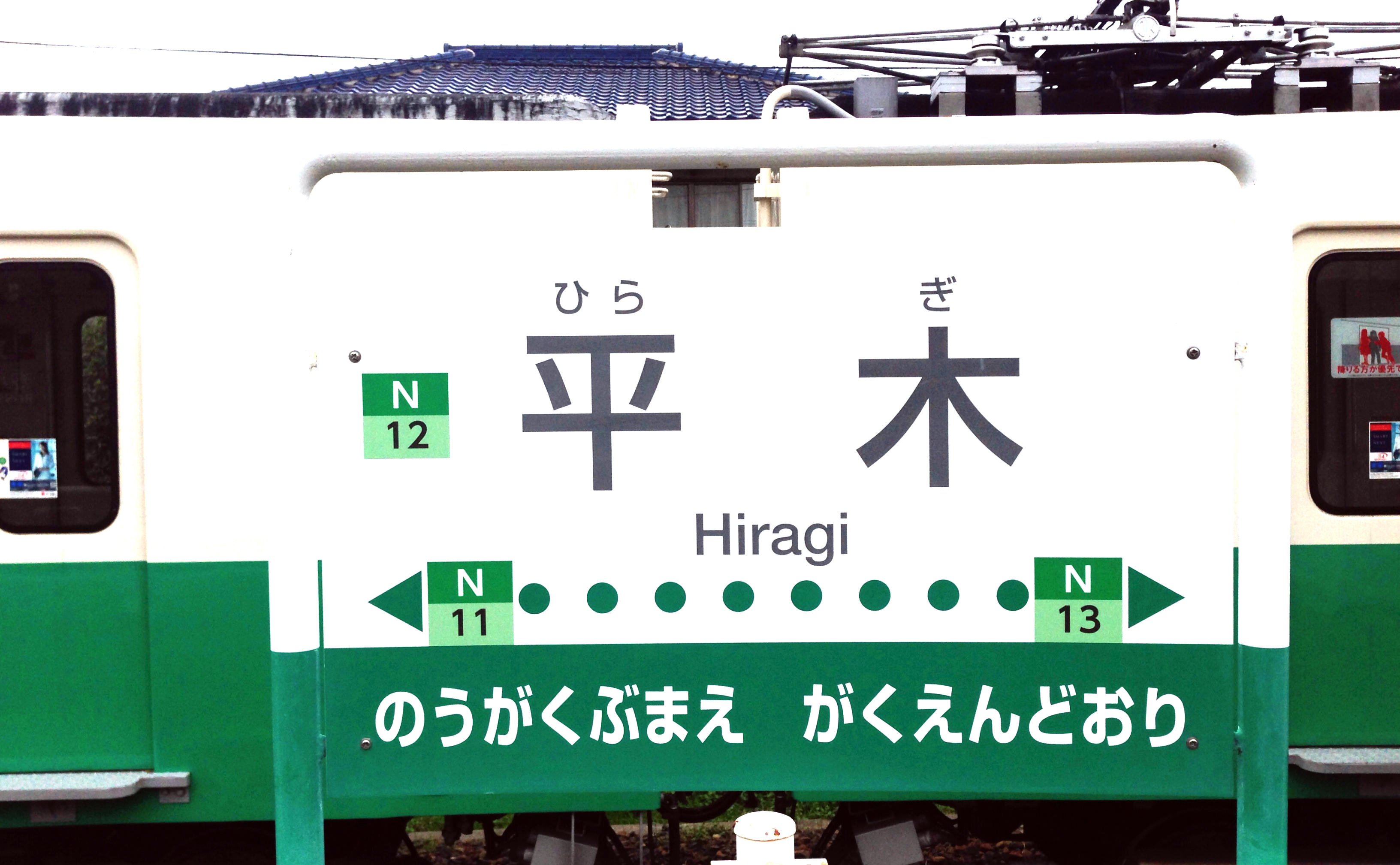
平木駅駅名標

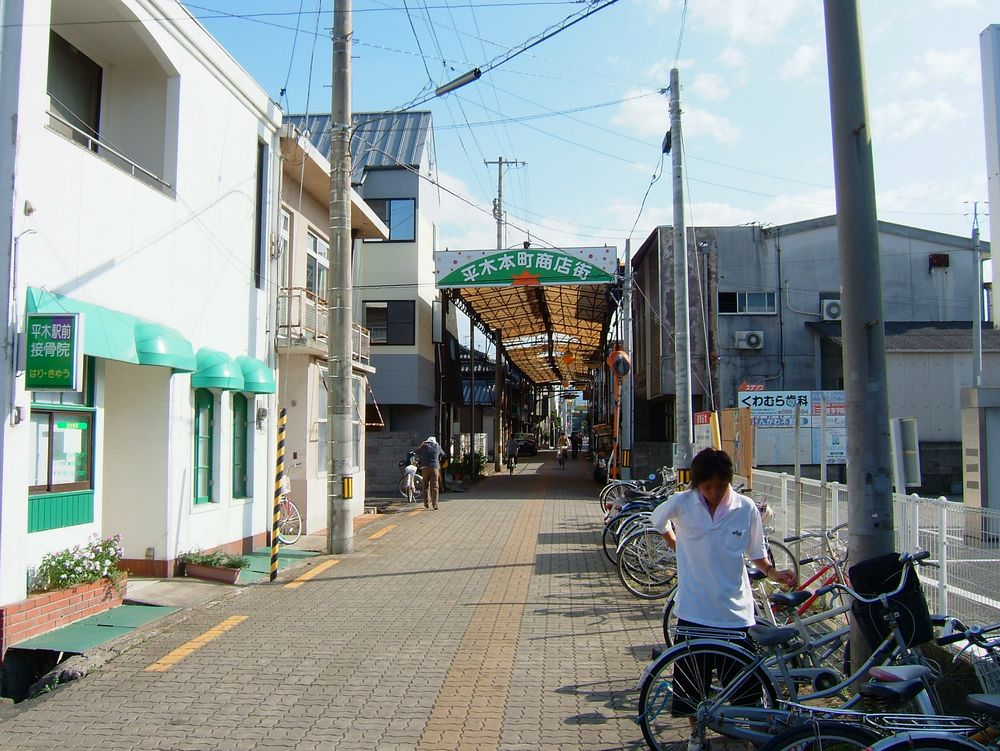
駅前

平木駅（ひらぎえき）は、香川県木田郡三木町大字平木にある高松琴平電気鉄道長尾線の駅である。駅番号はN12。
かつては三木町における中心駅であり、高松電気軌道（ことでんの前身3社の一つ）時代の発電装置や引込み線も据えられていた。その名残は現在も駅構内に見ることができる。また、それらの事情から以前のコトデン体制においては長尾線における最終終着駅である長尾駅以外の終着駅のひとつであった。
現在、三木町内における中心駅としての機能は学園通り駅に取って代わられ、またことでん（新体制）下においても終着駅としての重要性は薄まりつつある。

## 駅構造
- 相対式2面2線
- 車両留置用の側線がある。

のりば

| 乗り場 | 路線    | 方向 | 行先                     |
| ------ | ------- | ---- | ------------------------ |
| 1      | ■長尾線 | 上り | 高田・瓦町・高松築港方面 |
| 2      | ■長尾線 | 下り | 長尾方面                 |

### 切符販売
- コトデン（旧体制）時代は有人駅であった。
- 有人駅でありながら以前は駅前（写真の自転車置き場の向かって右側）にあったタバコ屋にて乗車券が販売されていた（現在、タバコ屋は別店舗に変わり、乗車券販売は行われていない）。
- ことでんが新体制となったことで無人駅となり、現在はIruCa簡単改札機と自動券売機が置かれている。
- 有人駅であった頃の名残を現在も駅舎施設として見ることができる。
- 無人化された現在も途中下車指定駅である。

## 利用状況
1日の平均乗降人員は以下の通りである。
| 1日乗降人員推移 | 1日乗降人員推移 |
| 年度            | 1日平均人数     |
| --------------- | --------------- |
| 2011年          | 405             |
| 2012年          | 393             |
| 2013年          | 435             |
| 2014年          | 424             |
| 2015年          | 408             |
| 2016年          | 428             |
| 2017年          | 430             |
| 2018年          | 395             |

## 駅周辺
- 平木本町商店街
- 高松東警察署
- 三木町立三木中学校

## 歴史
- 1912年4月30日　高松電気軌道の駅として開業。
- 1943年11月1日　会社合併により、高松琴平電気鉄道長尾線の駅となる。
- 1978年1月31日　現在の新駅舎に改装される。

### 周辺廃駅
- 高松電気軌道 妙徳寺駅

1934年に廃止。平木駅より長尾側へ290m進んだ場所（新川鉄橋西詰・平木堤防踏切北西側）にあった。

## 隣の駅
高松琴平電気鉄道
■長尾線
農学部前駅（N11） - 平木駅（N12） - 妙徳寺駅 - 学園通り駅（N13）